# 多摩川橋梁 (八高線)
多摩川橋梁（たまがわきょうりょう）は、東日本旅客鉄道（JR東日本）八高線小宮駅 - 拝島駅間にあり、多摩川に架かる鉄道橋である。

## 概要
橋梁形式は単線上路式プレートガーダー橋で、橋長571.640mの開床式鉄道橋である。
八高線が開通した1931年（昭和6年）に架橋されており、現在も架橋当時の桁を使用している。多摩川中流に位置するこの鉄道橋は、昭島市と八王子市の境である多摩川を跨いでおり、上流の拝島橋や下流の多摩大橋とともに両市の橋渡しをしている。

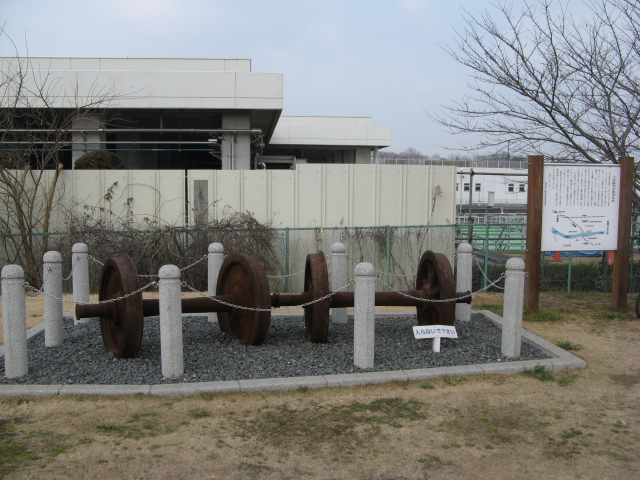
2001年5月に川底から発見された、八高線列車正面衝突事故の事故車の車輪

第二次世界大戦終結直後の1945年（昭和20年）8月24日に、本橋梁上で列車衝突事故が発生し、死者105名の大惨事となった（詳細は、八高線列車正面衝突事故参照のこと）。
1947年（昭和22年）7月14日 - 河川敷に不時着しようとしたアメリカ軍横田基地所属のA-26攻撃機が、八高線多摩川鉄橋を通過中の貨物列車と接触。最後尾の1両が鉄橋から河原に落下、4名が死亡した（詳細は、日本におけるアメリカ軍機事故の一覧を参照）。
また、1961年（昭和36年）には本橋梁の下流36mの河原から、クジラの化石が発見された。後の分析の結果、これまでに確認されたものとは異なる独自の種類である事が分かり、アキシマクジラと命名された。

## 橋の概要
- 種別 - 鋼鉄道橋
- 形式 - 上路式プレートガーダー
- 橋長 - 571.640m
- 線数 - 単線
- 活荷重 - E-33
- 施主 - 鉄道省
- 橋梁設計 - 不明
- 橋桁製作 - 汽車製造株式会社